# Улица Сергея Лазо (Самара)
У́лица Серге́я Лазо́ — центральная улица посёлка Управленческий на севере Самары. Начинается от вертолётной площадки и заканчивается пересечением с Красноглинским шоссе. Пересекается с Коптевской улицей, улицей Гайдара, улицей Ногина, улицей Парижской Коммуны, Симферопольской улицей, улицей 8 Марта, и Волжским шоссе.

## История
Ранее называлась Главной улицей. Переименование центральной улицы посёлка приурочили к 100-летию Владимира Ленина, но поскольку в Куйбышеве уже была улица Ленинская, 4 июля 1968 года Главную улицу в Управленческом посёлке назвали в честь Сергея Георгиевича Лазо.

## Почтовые индексы
- 443112
- 443026

## Транспорт
- Автобусы № 51, 50, 1
- Маршрутные такси № 447, 392, 392А, 389, 221, 210, 113, 50, 1, 1К

## Здания и сооружения
Малоэтажная застройка постепенно сменяется высотными зданиями. Были признаны ветхими и снесены дома № 10 и № 14, а также № 9 — на этом месте ведётся строительство многоэтажного жилого комплекса.
Чётная сторона
- № 2А — Отделение Пенсионного фонда по Красноглинскому району
- № 2А — Самарский научно-технический комплекс имени Н. Д. Кузнецова

Нечётная
- № 11 — Администрация Красноглинского района городского округа Самара
- № 21 — Самарский государственный аэрокосмический университет, филиал
- № 33 — Управление социальной поддержки и защиты населения, филиал

Дворы домов № 17 и № 29 благоустроены по программе «Формирование комфортной городской среды». Около дома № 13А благоустроен сквер.
В 2023 году на ул. Сергея Лазо была построена насосная станция, обеспечивающая мягкой волжской водой весь посёлок Управленческий и жителей  Красноглинского района.